# Astragalus delicatulus
Astragalus delicatulus es una especie de planta del género Astragalus, de la familia de las leguminosas, orden Fabales.

## Distribución
Astragalus delicatulus se distribuye por Afganistán (Bamyan y Ghazni).

## Taxonomía
Fue descrita científicamente por Podl. Fue publicada en Mitt. Bot. Staatssamml. München 11: 295 (1973).